# Décès en février 2001
Décès
- 1997
- 1998
- 1999
- 2000
- 2001
- 2002
- 2003
- 2004
- 2005

Pour une information complémentaire, voir la page d'aide.

| Date          | Nom                   | Activités                                         | Âge      | Source |
| ------------- | --------------------- | ------------------------------------------------- | -------- | ------ |
| 2 février     | Georges Visat         | graveur, éditeur d’art et peintre français        | 91       |        |
| 4 février     | Jay Jay Johnson       | tromboniste de Jazz américain                     | 72       |        |
| 4 février     | Gilbert Trigano       | homme d'affaires français                         | 80       |        |
| 4 février     | Iannis Xenakis        | compositeur d'origine grecque naturalisé français | 78       |        |
| 5 février     | Inna Zoubkovskaïa     | Danseuse russe                                    | 77       |        |
| 7 février     | Dale Evans            | actrice américaine                                | 88       |        |
| 8 février     | Giuseppe Casoria      | Cardinal italien                                  | 92       |        |
| 8 février     | Walter Generati       | coureur cycliste italien                          | 87       |        |
| 10 février    | Lewis Arquette        | acteur, écrivain et producteur américain          | 65       |        |
| 10 février    | Buddy Tate            | saxophoniste et clarinettiste de Jazz américain   | 87       |        |
| 12 février    | Kristina Söderbaum    | actrice allemande                                 | 88       |        |
| 14 février    | Domènec Balmanya      | Footballeur espagnol.                             | 87       | (es)   |
| 14 février    | Jean Giraudy          | pionnier de la publicité français                 | 96       |        |
| 14 février    | Guy Grosso            | acteur français                                   | 67       |        |
| 15 février    | Ricardo Otxoa         | coureur cyclisme espagnol                         | 26       |        |
| 16 février    | William Masters       | sexologue américain                               | 85       |        |
| 18 février    | Balthus               | peintre français d'origine polonaise              | 92       |        |
| 18 février    | Dale Earnhardt        | pilote automobile américain                       | 49       |        |
| 19 février    | Liza 'N' Eliaz        | productrice belge                                 | 43       |        |
| 19 février    | Charles Trenet        | Chanteur français                                 | 87       |        |
| 20 février    | Aly Ben Salem         | peintre et plasticien tuniso-suédois.             | 90       |        |
| 21 février    | Auguste Aquaron       | Footballeur français.                             | 96       |        |
| 21 février    | José Lebrun Moratinos | Cardinal vénézuélien                              | 81       |        |
| 22 février    | André Pieters         | coureur cycliste belge                            | 78       |        |
| 23 février    | Robert Enrico         | cinéaste français                                 | 69       |        |
| 24 février    | Josep Maria Bardagí   | musicien, compositeur et interprète espagnol      | 50       | (ca)   |
| date inconnue | Tidiani Koné          | saxophoniste malien                               | 74 ou 75 |        |